# Louis Valtat
Louis Valtat (født 8. august 1869 i Dieppe; død 2. januar 1952 i Paris) var en fransk maler.
1887 indskrev Louis Valtat sig på École des Beaux-Arts og var elev i Gustave Moreaus atelier. I Académie Julian fik han Jules Dupré som lærer og lærte de unge malere Pierre Bonnard og Albert André (en) at kende og blev bekendt med Nabisgruppens stil.
Han modtog 1890 Prix Jauvin d'Attainville og fik samme år eget atelier. Et par år senere kunne han fremvise nogle af sine værker
på Salon des Indépendants.
Valtat havde tuberkulose og nød godt af det mildere klima i Côte d'Azur hvor han tog ophold om vinteren, og hvis landskab inspirerede ham til landskabsmalerierne. Under sine ophold dér fik han også mulighed for på den franske riviera at træffe nogle kunstnervenner, blandt andet Paul Signac i Saint-Tropez (en) og Auguste Renoir i Cagnes-sur-Mer.
Valtat sættes i forbindelse med fauvismen fra begyndelsen af 1900-tallet.
| - Portrætter - Suzanne Valtat med rævesjal, 1902 Suzanne Valtat au renard - Suzanne Valtats hænder, 1917 Portrait de mme valtat les mains - Sur le Boulevard / La Parisienne, 1893 - Victor Valtat, kunstnerens far, 1895 Portrait of Monsieur Victor Valtat, the Artist's father - Le couple au cabaret du Lapin Agile, 1895 - Læsende kvinde, 1898 La lecture - Kvinde med hund, 1902 - På café, 1903 Au Café - Den franske kunsthandler Ambroise Vollard, ca. 1908 - Kvinder på stranden, 1915 Femmes sur la Plage - L'Omnibus Madeleine-Bastille, ukendt dato |

| - Blomster | - Stilleben |

| - Landskaber – byscene - Fauvistsk landskab Fauvism Landscape, 1903-08 - Bugten ved Anthéor, 1906-07 La baie d'Anthéor / Bay of Anthéor - Gade i Paris, 1893 Vue de Paris |